# Triakioctaèdre
Un triakioctaèdre est un polyèdre dual d'un solide d'Archimède, ou un solide de Catalan. Son dual est le cube tronqué.
Il peut être vu comme un octaèdre auquel on a ajouté des pyramides triangulaires sur chaque face. Cette interprétation est exprimée dans le nom.
Ce polyèdre convexe est topologiquement équivalent à l'octangle étoilé concave. Ils ont la même connectivité de faces, mais les sommets sont à des distances relatives différentes du centre.